# Anisocentropus valgus
Anisocentropus valgus là một loài Trichoptera trong họ Calamoceratidae. Chúng phân bố ở miền Australasia.